# Smreczyński Żar

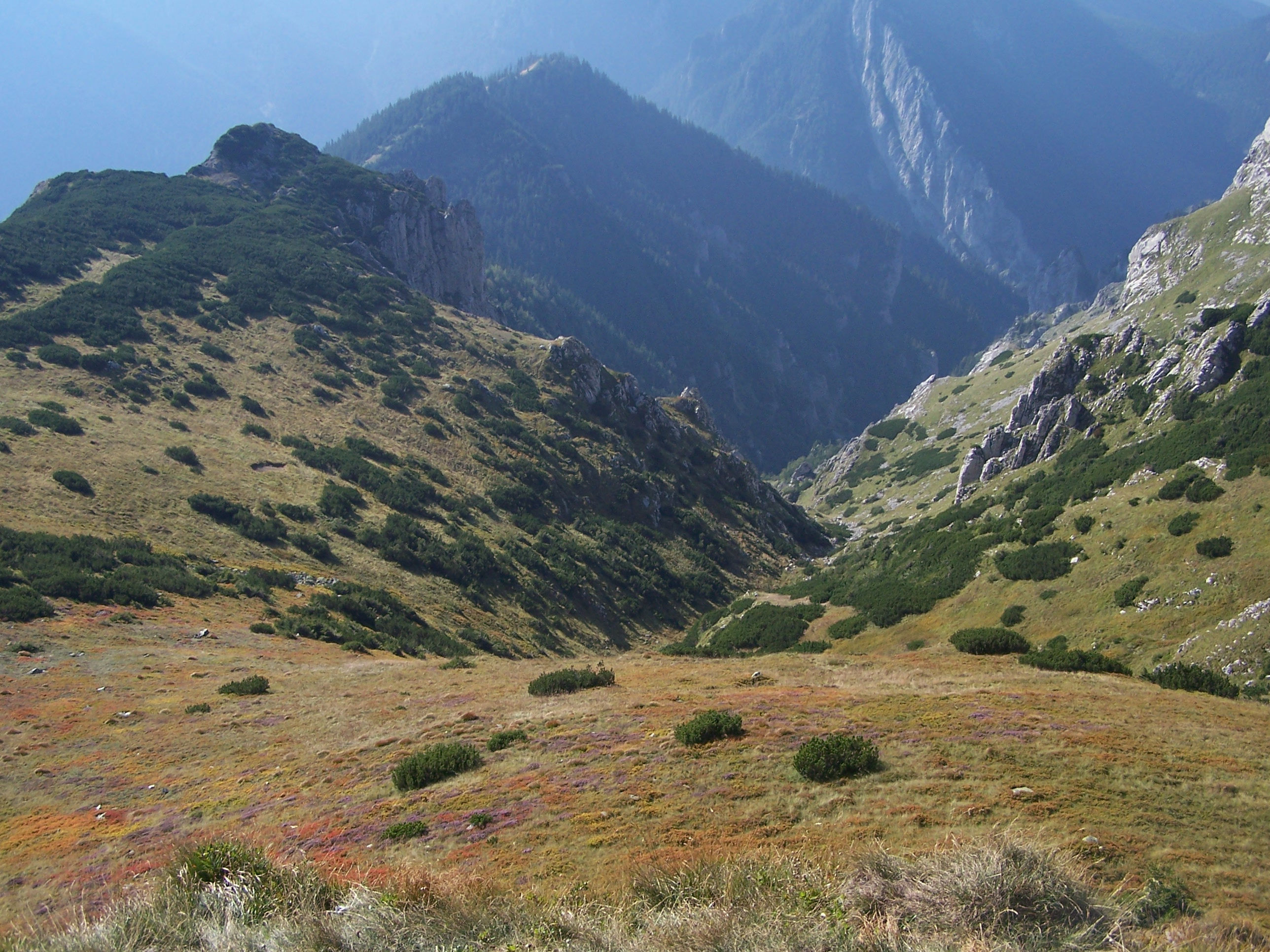
Gipfel

Die Smreczyński Żar ist ein Berg an der polnisch-slowakischen Grenze in der Westtatra mit 1560 Metern Höhe im Massiv der Ciemniak. 

## Lage und Umgebung
Die Staatsgrenze verläuft über den Hauptgrat der Tatra. Der Smreczyński Żar befindet sich nördlich des Hauptkamms. Nördlich des Gipfels liegt das Tal Dolina Kościeliska, konkret sein Hängetal Dolina Pyszniańska.

## Tourismus
Der Gipfel der Smreczyński Żar ist für Wanderer nicht zugänglich. In ihren Hängen befinden sich zahlreiche Höhlen.
Als Ausgangspunkt für eine Besteigung ihrer Hänge aus den Tälern eignen sich die Ornak-Hütte, Kondratowa-Hütte und die Chochołowska-Hütte.

## Belege
- Zofia Radwańska-Paryska, Witold Henryk Paryski, Wielka encyklopedia tatrzańska, Poronin, Wyd. Górskie, 2004, ISBN 83-7104-009-1.
- Tatry Wysokie słowackie i polskie. Mapa turystyczna 1:25.000, Warszawa, 2005/06, Polkart, ISBN 83-87873-26-8.